# پیر دوکورسل
پیر آدرین دوکورسل (به فرانسوی: Pierre Adrien Decourcelle) رمان‌نویس و نمایشنامه‌نویس فرانسوی قرن نوزدهم که در 	۲۵ ژانویهٔ ۱۸۵۶ متولد شد و در ۱۰ اکتبر ۱۹۱۶ در سن ۶۰ سالگی درگذشت.
برخی از آثار وی عبارتند از:
- دو کودک (۱۸۸۰)
- زن نوشنده اشک‌ها (۱۸۸۵)
- فانفان (۱۸۹۱)
- گردنبند ملکه (۱۸۹۵)
- ژیگولت (۱۸۹۵)
- پس از بخشایش (۱۹۰۷)
- کوسه‌های پاریس
- تک خال گشنیز
- خال
- پسر دیگر